# Gola (entreprise)
Pour les articles homonymes, voir Gola.
 (mai 2019).
Si vous disposez d'ouvrages ou d'articles de référence ou si vous connaissez des sites web de qualité traitant du thème abordé ici, merci de compléter l'article en donnant les références utiles à sa vérifiabilité et en les liant à la section « Notes et références ».
Gola est une entreprise de confection d'articles de sport principalement connue pour ses chaussures. Elle a été créée en 1905 à Leicester, Royaume-Uni.

## Histoire
Personne ne sait vraiment comment est né le nom de cette marque. La légende dit qu'il s'agit de l'anagramme de "Goal" (but en anglais).
La marque commence à être connue à la fin des années 1960, dans le sport notamment avec la Harrier, destinée au squash mais très vite adoptée par le grand public.

## Gola aujourd'hui

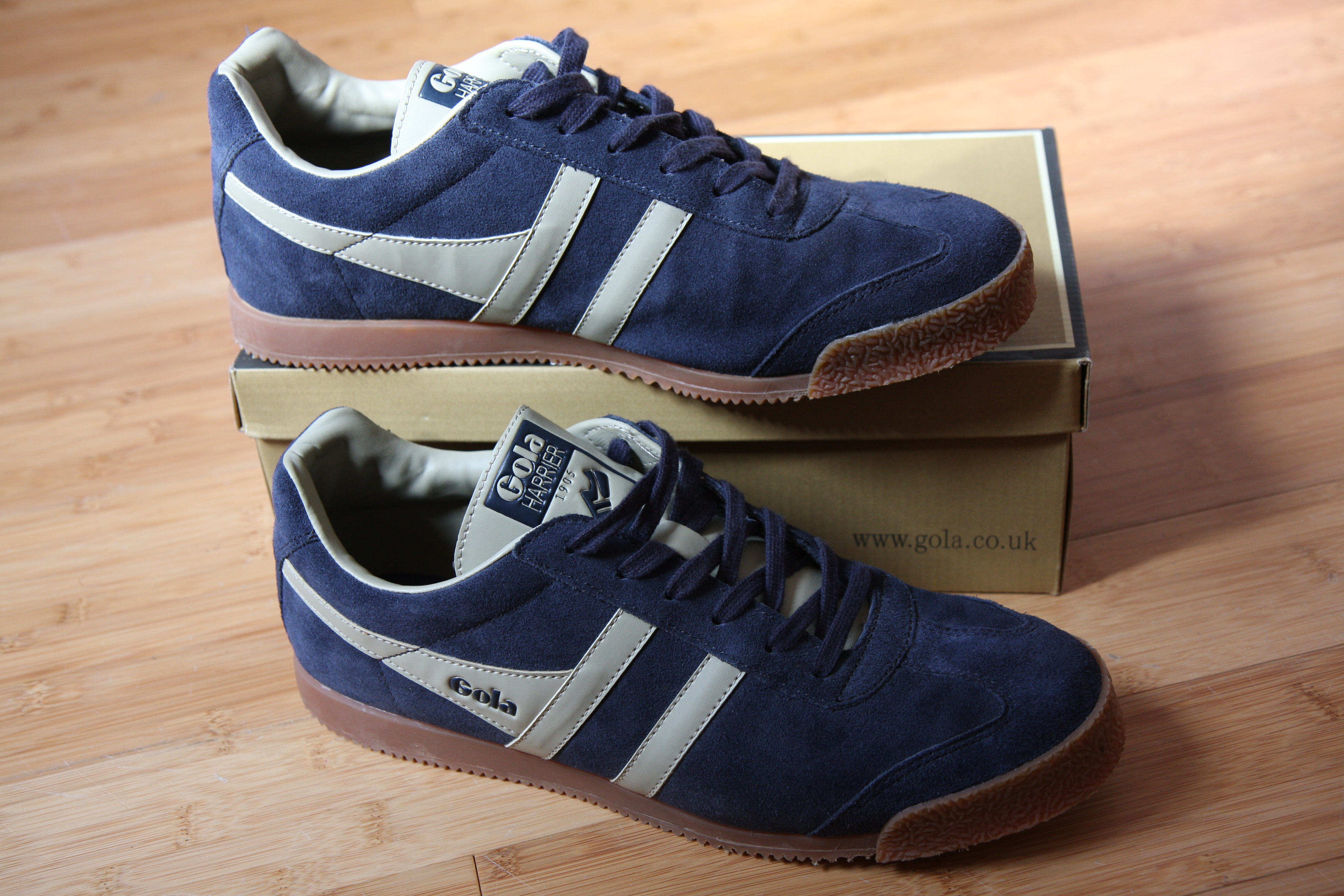
Les Gola Harrier

Aujourd’hui, Gola est une marque de chaussure streetwear.
En 2019, la marque lance une collection 100 % vegan, certifiée par le label Vegan Society.

## Gammes de produits
- Chaussures
- Vêtements
- Sacs
- Montres